# キングダム ハーツII
『キングダム ハーツII』（キングダム ハーツ ツー、KINGDOM HEARTS II、略称: KH2、KHII）は、スクウェア・エニックスより2005年12月22日に発売されたPlayStation 2用ゲームソフト。名前は『II』だが、キングダム ハーツ シリーズの第3作目にあたる。

## 概要
2003年9月の東京ゲームショウ2003で前作『キングダム ハーツ チェイン オブ メモリーズ』（以下COM）と同時発表された。これまでのシリーズと同様、ディズニーとスクウェア・エニックスのコラボレーションとして、ディズニーとファイナルファンタジーシリーズから多数のキャラが登場。野村哲也がディレクターを務め、主題歌は再び宇多田ヒカルが『Passion』（英語版は『Sanctuary』）で担当した。ディズニーからはトロンやイェン・シッドといったマイナーな作品や人物が登場し、FFからは『FFIX』のような野村がキャラクターデザインをしていない作品も出るようになった。
『KH』シリーズのナンバリングタイトルとしては第2作目であり、第1作目の『キングダム ハーツ』の続編であるが、シナリオは『KH』→『COM』→『KH2』と連続しているため『COM』との関連性も強く、また『COM』で起こった出来事の詳細は『KH2』上においては省略されている（敵組織であるXIII機関の一部が『COM』で倒されているため欠員がある、「ナミネにお礼を言う」というジミニーメモなど）。製作側は「『COM』を知らなくてもプレイに支障はない」と発言しているが、GBAで発売された『COM』はハードの違いからプレイしていないユーザーも多かったため、本作の英語音声版『ファイナル ミックス』にPS2版リメイク『Re:チェイン オブ メモリーズ』が付属することとなった（詳しくは後述）。
限定版として、『キングダム ハーツ トリニティマスターピース』も発売された。『KH』『COM』『KH2』の3作がまとめられたセットである。
発売後3日で出荷枚数100万本突破という記録を残し、シリーズの人気を印象づける結果となったほか、北米でも発売後1週間で100万本の売り上げを達成しているうえ、欧州での発売によって2006年末には全世界でのシリーズ累計出荷本数が1000万本を突破した。発売前のゲームに送られる「The 9th CESA GAME AWARDS FUTURE」にて優秀賞を受賞した。また、「ファミ通アワード2005」では大賞を受賞し、野村も最優秀クリエイター賞を受賞している。さらに、日本ゲーム大賞2006優秀賞を受賞した。
2014年には、『キングダム ハーツ HD 2.5 リミックス』の収録作の一つとしてPlayStation 3向けにHDリマスターされた。リマスター版は『ファイナル ミックス』を基に音声が日本語に変更されている。詳細については当該記事を参照。

## キャッチコピー
- KH2
  - 世界は光と闇でできている 俺たちは闇になるのさ
  - 果てに待つ真実……。誰かの語る言葉じゃなく、自分の心で知りたい
- KH2FM+
  - 別々の心がとけあう時、もう一度その手はつながれる

## ゲームとしての特徴
基本的なシステムは第1作『キングダム ハーツ』を基に、カメラワークの変更や新システムの導入など全体的にブラッシュアップされている。これにより第1作とは趣の変わった戦闘ができるようになり、戦略の幅が広がった。戦闘以外にも、第1作ではセーブポイントでしか変えられなかったパーティメンバーをどこでも変更できるようになったり、ダンジョンが単純化（それに伴いジャンプアクションも減少）、ワールド間の移動「グミシップ」がよりシューティングゲームらしくなっているなど、様々な変更点がある。
第1作に続き、条件を満たすとエンディング後に観られるシークレットムービーが見られる。今回のタイトルは「Gathering」で、『キングダム ハーツ バース バイ スリープ』（以下BbS）の予告編的な内容となっている。難易度によって解放条件が異なり、プラウドモードでは条件が緩くなる。ビギナーモードでは閲覧不可。

## 新バトルシステム
前作で「たたかう/まほう/アイテム/?（状況に応じて変化する）」だったコマンド欄は「たたかう/まほう/アイテム/ドライヴ」になり、「たたかう/しょうかん/チェンジ/れんけい」のコマンド欄に切り替えられるようにもなった。それらの新システムの中から、特筆すべきものを以下に記述する。

### ドライヴ
新たに追加された「DRIVEゲージ」を消費してフォームチェンジを行い、ソラの戦闘能力を上げられるシステム。使用するとソラの服の色と戦闘スタイルが変わる。発動の際にはHP・MPが全回復し、周囲の敵を吹き飛ばせるようになるため、ピンチの時の切り札にもなる。変身できる時間は限られているが、時間の上限はフォームのレベルやアビリティにより、上げられる。各フォームにはアクションやサポートに関わる固有のアビリティが設定されており、自分でカスタマイズすることは不可能となっている。また、敵を撃破した後に発生する会話イベントなどは変身したフォーム姿のままでイベントが進む。
■スタンダードフォーム
普段のソラの姿。チェンジ後のフォームと比べると能力アップの恩恵は得られないがアビリティの制限がなく、各フォームのレベルアップに応じて強化されるグロウアビリティを複数装備できるため汎用性は随一。
■ブレイヴフォーム
キーブレードによる攻撃を強化した近距離戦型の赤いフォーム。2本のキーブレードを操ることで攻撃力は2本の合計になり、アビリティも2本分使える。さらに移動スピードも速くなり、ジャンプ力と滞空時間も強化される。ただし、魔法による攻撃は一切使用できないため、遠距離からの攻撃には苦戦を強いられ、「リフレクトガード」も使えないため、防御性能も高くない。グロウアビリティは「ハイジャンプ」。グーフィーの力を借りて変身し、ゲージを3消費する。
■ウィズダムフォーム
魔法による攻撃を強化した遠距離戦型の青いフォーム。キーブレードを使った物理攻撃は使えないが、代わりに通常攻撃が魔法の弾を打ち出す「ショット」になり、魔法の連射・威力の強化などができるようになる。地面を滑るように移動し、移動しながらの攻撃が可能。魔法の発動時間が短くなっており、ショットの連射能力と合わせると攻撃を途切れさせることなく敵にダメージを与え続けることができる。しかし、攻撃力の低さはネックで、使いこなすには慣れが必要だが、魔法好きならもってこいともいえる。グロウアビリティは「エアスライド」。ドナルドの力を借りて変身し、ゲージを3消費する。
■マスターフォーム
キーブレード・魔法攻撃の両方が強化される黄色いフォーム。「ブレイヴフォーム」と「ウィズダムフォーム」両者の性能を持ち合わせている。キーブレードが2本になり、左手のキーブレードは掌から離れて宙に浮く。攻撃力や魔法力が二本分になり、アビリティも二本分なのは「ブレイヴフォーム」と同じだが、こちらは魔法と物理攻撃のどちらも行える。地上で行う攻撃がすべて敵を空中に上げるもののため、地上コンボが存在せず、2段ジャンプを使った空中戦を得意としている。ただし、移動スピードはチェンジできるフォームの中では一番遅く、消費するドライヴゲージも前述の2フォームより多くなっている。グロウアビリティは「エアドッジ」。仲間2人の力を借りて変身し、ゲージを4消費する。
■アンチフォーム
フォームチェンジを使う毎に溜まっていく「アンチカウント」（画面上では確認できない）が増えると変身することがあるフォーム。他のフォームを選ぶ際に割り込む形で変身し、自分で選ぶことは不可能。『KH』に登場したハートレス「アンチソラ」に酷似した姿を持つ。獣が走るような四足歩行にキーブレードを使わず素手で戦う野生的な戦闘スタイルで、全フォーム中最速という驚異的なスピードと連続攻撃による爆発的なパワーを持ち合わせる。ただし、移動・攻撃・ジャンプ以外の操作を行うことはできず、ドライヴゲージをすべて消費する、メニューが開けなくなる、受けるダメージが増加するなどのデメリットの方が目立つ。魔法も使えず回復プライズも拾えないので、わずかなダメージを受けても致命傷となりやすい。どのフォームを選んだとしても、このフォームに変身してしまうと仲間2人がいなくなる。マップを切り替える、ゲージがなくなる、敵がいない状態でコマンド「リターン」を選ぶと戻る。また、『ファイナル ミックス』で追加されたキーブレード「めぐりあう二人」を装備すると、ウェポンアビリティ「ライト&ダーク」の効果により100%アンチフォームに変身するよりになり、疑似的に自分で選ぶことが可能となった。小説版でも僅かながら登場している。ゼムナスとの決戦の最中、突如ドライヴした姿で決定打を加えた。アンチフォームはハートレスに似た姿だが、ノーバディのような姿と称された。
■ファイナルフォーム
キーブレードの真の力を解放した銀色のフォーム。2本のキーブレードがソラの後方で交差して宙に浮いており、意思を持つかの様に攻撃する。さらに魔法攻撃も強化され、移動しながらの攻撃もできるという、あらゆる能力に長けた遠近どの距離でも戦える最強のフォーム。絶えず地表から浮いていて滑空もできるようになり、移動スピードもかなり速くなる。消費するドライヴゲージがマスターフォームよりも多く、フォームレベルを上げにくいという欠点はあるが、実用性はどのフォームよりも断トツといえる。さらに、このフォームを選ぶ際は絶対にアンチフォームが割り込むことは無く、「アンチカウント」も激減するというメリットも持つ。固有アビリティの「オートアサルト」によってキーブレードがソラをサポートする様に動く。グロウアビリティは「グライド」。仲間2人の力を借りて変身し、ゲージを5消費する。
■リミットフォーム
『ファイナル ミックス』で追加された、『KH』『COM』までのソラの服と同じカラーリングのフォーム。『KH』で使用できた攻撃アビリティが揃っており、さらに「リミット技」として4つの必殺技が使えるようになる。リミット技がヒットするとHPが回復し、ダメージを受けるとMPが回復するため非常に強力なフォームになっている。なお、このフォームのみコンボ途中に□ボタンを入力すると、攻撃ではなく、コンボを途切れさせることなく「リフレクトガード」を行えるという上級者向けの仕様になっている。他のフォームとは違い変身に仲間の力は不要であるため、使用しても仲間はいなくならず、一人の戦いの時も使用できるが、リミット技の使用時のみ仲間が一時的にいなくなる。グロウアビリティは「ドッジロール」。ゲージを4消費する。

### れんけい
ソラがパーティメンバーや召喚キャラと連携攻撃を繰り出すシステム。ソラのMPをすべて消費することにより、多数の敵を巻き込む強力な技を使用できる。
- パーティメンバーとの連携
  - ファンタジア（×ドナルド）
  - フレアフォース（×ドナルド）
  - ユニゾンアスリート（×グーフィー）
  - トルネドフュージョン（×グーフィー）
  - トリニティリミット（×ドナルド&グーフィー）
  - ドラゴンブレイズ（×ムーラン）
  - ハウリングムーン（×ビースト）
  - オーバードライブ（×アーロン）
  - トレジャーアイランド（×ジャック・スパロウ）
  - トリックスター（×アラジン）
  - アプローズプリーズ（×ジャック・スケリントン）
  - キングスプライド（×シンバ）
  - フルコンパイル（×トロン）
  - エターナルセッション（×リク）
- 召喚キャラとの連携
  - FPS（×チキン・リトル）
  - ソニックレイヴ（×ブレイヴジーニー）
  - ストライクレイド（×ウィズダムジーニー）
  - ラストアルカナム（×マスタージーニー）
  - ラグナロク（×ファイナルジーニー）
  - オハナ！！（×スティッチ）
  - ネバーランド（×ピーター・パン）

### リアクションコマンド
状況に合わせて△ボタンで使用できる。マップ移動中の、宝箱を開けるときや人と話す時にもリアクションコマンドを使う。バトル中の敵の多くにも専用のコマンドが設定されており、バトル中に条件を満たしコマンドを使うことによって強力な攻撃を繰り出せる。いくつかのボス戦ではさらに派手な演出が用意されている。後発の作品である『Re:COM』や『KH1.5』版の『KHFM』でも同じシステムが採り入れられている。
元々は野村が『ファイナルファンタジーVIII』の開発時に考案したアイディアだったものの当時は実現不可能ということで断念したが、本作の開発にあたり、バトルを進化させるためとリアルタイムの操作感の向上のため、採用された。

## キングダム ハーツII ファイナル ミックス+
『キングダム ハーツII ファイナル ミックス+』（キングダム ハーツツー ファイナル ミックスプラス、KINGDOM HEARTS II FINAL MIX+）は、北米版をベースに追加要素を盛りこんだ英語音声版『キングダム ハーツII ファイナル ミックス』と、GBAで発売された『COM』の3Dリメイク『キングダム ハーツ Re:チェイン オブ メモリーズ』の2枚組で発売された。
この英語音声版とリメイク作の2枚組により、特別版以上であるということを意味して『ファイナル ミックス+』とされた。野村は後にこの2枚組について「あんな大盤振る舞いは二度とやれない」と語っている。本作の英語音声版については、「日本語版を『ファイナル ミックス』のつもりで作ったので、どうしようか迷っている」、「今回は『ファイナル ミックス』の制作予定はない」といった発言が開発側から出されていたが、2006年9月に制作中であることが明らかにされた。
また、店舗予約特典としてハードカバー仕様のブックレット『KINGDOM HEARTS -Another Report-』が付属した。『KH』のストーリーダイジェストや野村によるシナリオに関する謎についてのQ&A、天野シロによる描き下ろし漫画『扉を閉じたあと』と『WINNIE THE POOH』、金巻ともこによる書き下ろし小説『ROXAS―Somewhere in time』などが掲載されている。
以下は『キングダム ハーツII ファイナル ミックス』における変更点である。『Re:COM』の変更点は当該項目を参照。なお、オリジナル版『KH2』は日本版と北米版が並行して制作されていたため、その内容にほとんど差はなく、下に挙げる追加要素は英語音声以外はすべてが『ファイナル ミックス』独自の追加要素である。
- 音声がすべて英語に
- 主題歌変更
  - 日本語歌詞の『Passion』から、英語歌詞の『Sanctuary』に。
- イベント追加
  - 主にXIII機関の会話と小説版を基にしたシーンが追加された。追加イベントは英語音声は無しになっているが、後述のシアターモードでは条件を満たすと日本語音声が付いたものを聴ける。
- 新ダンジョン「追憶の洞（Cavern of Remembrance）」追加
- ボス敵追加
  - オリジナル版ではイベントのみだったロクサス戦が追加され、またシナリオとは関係のない要素として、『COM』で消滅したXIII機関メンバーが「アブセント・シルエット」として登場する。その他、「追憶の洞」の奥にある端末を起動すると現れるモニュメントを調べるとXIII機関の強化再現データと戦える。また、すべてのワールドをクリアしてストーリーをクリアすると、シークレットムービーに登場した謎の鎧の騎士「留まりし思念」と戦えるようになる。
  - これらボスの追加により、ボスを倒すと獲得できるボーナスレベルが10増加し、ドライヴゲージの上限はオリジナル版に比べ7から9に増加した。
- ザコ敵追加
  - キノコ型ハートレス「XIIIキノコ」と、「追憶の洞」に出現する色違いのハートレス
- クリティカルモード（最高難易度）の追加
  - 受けるダメージが2倍、与えるダメージが1.25倍、HP・MPの最大値が他のモードの半分となり、最初から強力なアビリティをいくつか所持した状態でスタートする。そのアビリティの中の「EXPゼロ」を装備すると獲得経験値が0になり、さらに難易度の高いLv1のままでの攻略が可能となる。
- ドライヴにリミットフォーム追加
  - 『KH』のソラの服のカラーリングに似たフォーム。詳しくは前述。
- シアターモード追加
  - イベントムービーを自由に閲覧できるモードで、本編クリア後に追加される。最初は英語しか聴くことができないが、『Re:COM』のリク編をクリアしたデータがあると英語と日本語の切り替えが可能になり、追加イベントに収録された日本語音声を聴けるようになる。なお追加イベントを除き、口の動き（フェイシャルモーション）は英語のもののみであり、またOPとEDも英語のみとなっている。
- クリスマスタウンに新コスチューム
  - ワールド「ハロウィンタウン」のクリスマスタウン部分では、ソラ、ドナルド、グーフィーがクリスマス風コスチュームとなる。モデルはそれぞれサンタ・雪だるま・トナカイ。
- 音楽追加
  - 前述のロクサス戦、アブセント・シルエット戦、留まりし思念戦、追憶の洞のBGMが追加。クリスマスタウンは既存のBGMが新曲に差し替えられている。
- サブゲーム「ピースパズル」追加
  - 世界中にピースが散らばっており、集めたピースで『KH』のイラストのパズルを作成できる。
- エンディング後にセーブ可能に
  - 一度エンディングを迎えてからでないと出現しない要素もある。なおエンディング後にセーブできるのはシリーズ初である。
- 新武器、新アビリティ、新アイテムの追加
- バトルのバランス調整
- ハートレスのテクスチャ変更
- グミシップにEXミッションが追加
- オリジナル版であったバグなどの修正
- 一部キャラクターの細かいテクスチャ変更
- 新シークレットムービー「Birth by sleep」追加
  - タイトル通り『BbS』の予告としてより踏み込んだシークレットムービー。オリジナル版の「Gathering」から続くシーンで、『BbS』におけるクライマックスの戦いを高画質のムービーで描く。第1作同様、達成条件は旧ムービーよりも厳しくなっているが、逆に旧ムービーの条件は緩くなっている。

## あらすじ
忘却の城での「機関」との戦いを経て失われた記憶を修復するべくソラ、ドナルド、グーフィーは眠りに就いた。それから1年の時が流れる。
トワイライトタウンに住む少年ロクサスは、残り少ない夏休みを仲間のハイネ、ピンツ、オレットらと共に楽しく過ごしていた。しかし、ある日を境に急に見知らぬ少年の夢を見たり、街で自分にしか見えない現象が起こったりと、身の回りでおかしなことばかりが起こり始める。アクセル、ナミネ、ディズと言った謎の人物が彼を翻弄し、やがてロクサスは自身がXIII機関という組織に所属していたこと、そして自身がソラのために消えなければならないという残酷な真実を知る。眠りに就くソラと対面した時、ロクサスの夏休みはあと1日を残して終わってしまった。
一方、デスティニーアイランドに戻ったカイリはソラとリクのいない日常を過ごしていたが、彼女を含めて誰もソラのことは覚えていなかった。しかしある出来事を切っ掛けにカイリはソラの名を思い出し、手紙を詰めた小瓶を海へと流す。
ソラ、ドナルド、グーフィーはトワイライトタウンの屋敷で目を覚ますも、彼らにはアンセムとの戦い以降の記憶が無かった。ひとまず街に出てみた3人はハイネ、ピンツ、オレットと出会い、互いに不思議な懐かしさを感じる。そこにいなくなったはずのハートレスが襲い掛かり、応戦するも現れた王様に列車に乗るよう告げられる。3人の乗った列車は不思議な塔に辿り着き、そこで王様の師匠であるイェン・シッドから、世界に再び異変が起きていることを知らされる。闇に心を奪われた者はハートレスとなるがそれが強い心の持ち主だった場合、残された肉体と魂が稀に別の存在として生まれ変わることがある。その「ノーバディ」と呼ばれる怪物を率いるXIII機関が暗躍しているというのだ。ソラは3人の妖精に服を変えてもらい、装いも新たに、再び世界を駆け巡る冒険に出発する。世界の異変を解決し、行方不明のリクを探すために。
3人はホロウバスティオンを始め、以前行った世界や新たな世界を巡り、幾つもの事件に遭遇する。再び現れたハートレス、ノーバディとそれを率いるXIII機関、復活したマレフィセントなど、様々な要因や思惑が絡み合い、世界の異変は混迷していく。一方、デスティニーアイランドではアクセルがカイリを連れ去ろうとするも、プルートの導きで逃げられる。カイリはトワイライトタウンに迷い込み、ハイネらに保護されるが再び現れたアクセルに拐われてしまった。それをハイネから伝え聞いたソラは改めてカイリとリクを見つけ出す決意を固める。
ホロウバスティオンを再訪した3人は王様と再会し、実は3人が倒した闇の探求者アンセムの正体は賢者アンセムの名を騙る別人のハートレスであった事、そしてその偽アンセムのノーバディこそがXIII機関のリーダーである事を知る。王様は本物の賢者アンセムを探し出し、協力を得ようとしていたのだ。その直後、街を大量のハートレスが襲う。レオンらと協力して応戦する3人の前に、偽アンセムこと賢者アンセムの弟子・ゼアノートのノーバディであるゼムナスが現れる。しかし彼はすぐに去り、王様もそれを追って闇の回廊に飛び込んでしまった。続いて現れたアクセルや、彼を追う機関員のサイクスから、XIII機関の目的はソラにハートレスを倒させて心を集め、キングダムハーツを作ることだと知らされる。利用されていたと知って自身の行動に思い悩むソラの前に謎の黒コートが現れ、シーソルトアイスと写真の入った箱を残していく。写真にはハイネ、ピンツ、オレットに加えて見知らぬ少年が写っていたが、何故かソラにはそれがロクサスであることが分かった。
やはり旅を続ける道を選んだ3人は各世界を再訪し、XIII機関と戦いつつ新たな事件を解決していく。やがて写真を手掛かりにトワイライトタウンに戻ると、ハイネらがカイリの行方を探って「もう一つのトワイライトタウンがある」という結論に達していた。そして現れた王様により、賢者アンセムがXIII機関の本拠地に行ったことが判明し、そこに繋がるとされるもう一つのトワイライトタウンを探すことに。ハイネらの協力で一行はロクサスが夏休みを過ごしたデータ上のトワイライトタウンに辿り着き、そこからXIII機関の本拠地に向かうも、その途中で大量のノーバディに襲われる。そこにアクセルが現れ、拐ったカイリに逃げられたこと、そのカイリがXIII機関に捕まったことを告げる。そして自身の全存在を賭けて道を切り開き、ソラに見守られながら安らかに消滅した。アクセルは親友であるロクサスのために行動していたのだった。
XIII機関の本拠地「存在しなかった世界」に乗り込んだ一行は残る機関員と戦い、ソラは彼らに「ロクサス」と呼ばれ混乱しながらも進んでいく。一方、囚われのカイリはナミネによって解放され、脱出を図るもサイクスに阻まれる。そこに現れてカイリを救ったのは謎の黒コートの正体であるリクだったが、闇の力を使うためにゼアノートのハートレスの姿になっていた。やがてソラはリクとカイリとの念願の再会を果たし、リクはXIII機関の言うロクサスがソラのノーバディであると明かす。ソラはホロウバスティオンでカイリを救うべく自らの心を解き放った際に一時的にハートレス化し、その時にロクサスも生まれたのだ。その後、ロクサスはXIII機関に招かれたが何らかの事情で裏切り、無謀にも機関に一人で戦いを挑もうとした。しかしソラの記憶を修復するには彼が必要だった為、リクは彼と戦って無力化し、ディズと協力してあのもう一つのトワイライトタウンへ送り込んだのだ。そしてナミネの正体はカイリのノーバディだった。一方、別行動を取っていた王様はディズの正体であった賢者アンセムと再会。彼は裏切り者である弟子達への復讐に動いていたが、そのために利用したリクやソラに自身の心も動かされ、考えを改めていた。そして開発した装置でゼムナスのキングダムハーツを破壊し、一行に後を託して爆発の中に消えていく。その影響によりリクも元の姿に戻った。
一行は最後の機関員となったゼムナスの元に辿り着くが、キングダムハーツと融合したゼムナスの力は凄まじく王様とカイリは弾き出されてしまい、残る4人で最後の戦いに挑む。激闘の末にゼムナスを倒し、ロクサスとナミネもそれぞれ元の存在であるソラとカイリと同化する。しかし一行が帰ろうとした瞬間、まだ生きていたゼムナスが巨大なドラゴンを駆って襲ってきた。取り残されたソラとリクはたった二人で本当の最終決戦に臨み、今度こそゼムナスを打ち倒す。しかし二人とも闇の世界から帰れなくなってしまう。そこにカイリが手紙を入れて流した小瓶が流れ着く。ソラが手紙を読むと「光への扉」が開き、二人はデスティニーアイランドに帰還する。王様、ドナルド、グーフィーは彼らの無事を心から喜び、そしてソラがカイリに手を差し伸べられた時、ロクサスとナミネも本当の意味で再会を果たした。それからしばらく経ったある日、ソラとリクの元へカイリが駆けてくる。彼女が持ってきたのは王様からの手紙だった。

## 登場キャラクター
ソラ（Sora）
本作の主人公。1年前ハートレスから世界を救った、キーブレードに選ばれた勇者。闇の世界に残ったリクと王様を探し出し、故郷であるデスティニーアイランドに帰るために旅を続けている。
忘却の城でナミネによってバラバラにされた記憶の鎖を再生するための1年の眠りから覚め、イェン・シッドの導きの下で新たな冒険に出る。未だ世界に溢れ返っているハートレスや、新たな敵ノーバディと激しい戦いを繰り広げる。
ロクサス（Roxas）
トワイライトタウンに住む少年。友達と一緒に毎日を楽しく過ごしていたが、ソラの夢を見るようになってから、次々と異変が起こるようになる。
物語の冒頭ではロクサスの夏休みが描かれており、プレイヤーが最初に操作するキャラクターでもあるため、この話が『KH2』のチュートリアルも兼ねている。
ソラと同じようにキーブレードを扱うことができる。
ドナルドダック（Donald Duck）
1年前ソラと共に世界を救った、ディズニーキャッスルの王宮魔導士。
ソラとはよく口論になるがとても仲が良い。今回もソラを得意の魔法でサポートする。今作では、異世界の宝石や金貨などに目がくらみ、ソラ達から窘められるなど、『KH1』に比べがめつい性格が強調されている。
グーフィー（Goofy）
1年前ソラと共に世界を救った、ディズニーキャッスルの王宮騎士隊長。人を傷つける武器を嫌うため、殺傷能力の少ない盾を装備している。
のんびり屋だが冷静で勘が鋭く、すぐに暴走するソラとドナルドのストッパー役を担うことが多い。今作では『KH1』の時のような天然ボケの場面は少ない。
王様（King Mickey）
ディズニーキャッスルを治める王で、本作ではXIII機関と同じ黒いコートに身を包んで単独行動をとっている。
彼もまたキーブレードの勇者であり、闇の世界のキーブレードを所持している。ソラたちのピンチには駆けつけてその力を貸してくれるため、前々作、前作とはうって変わって出番が激増した。
また、ホロウバスティオン防衛戦線時にノーバディの攻撃からグーフィーが身代わりになる形で攻撃を受け重傷を負った際にはゼムナスに対し激情を見せ付けた。
リク（Riku）
ソラの親友である少年で、かつては闇に囚われソラと対峙した。闇をも自分の力とし自分を取り戻したが、アンセム（ゼアノートのハートレス）を心の中に抱えている罪悪感から王様の下を離れ、行方知れずとなっている。
カイリ（Kairi）
本作のヒロイン。ソラの幼馴染である少女で、光の世界を支える「セブンプリンセス」の一人。生まれはレイディアントガーデンだが、訳あってソラとリクの住むデスティニーアイランドに流れ着いた少女。リクとソラの帰りを待っていたが、ナミネがソラの記憶の鎖をほどいたためソラのことを思い出せないでいた。
ナミネ（Naminé）
いつも絵を描いている、白いワンピースを着た謎の少女。ソラとソラに関わる者たちの記憶を操る力を持っている。
ディズに協力している身だが、彼の意向に反してロクサスの前にたびたび現れ、彼に助言ともとれる行為を行っていく。
ピート（Pete）
かつては王様が船員を勤めていた船「蒸気船ウィリー号」船長で王様の元上司であるヤマネコ。この頃から乱暴な性格だったが、悪党でなく善良だった。「タイムレス・リバー」の世界でタイムトリップした際は過去の自分から蒸気船ウィリーを奪ったり、過去の自分に暴力を振るうなどしていた。ディズニータウンで悪事ばかりを働き、王様に罰として異空間の牢獄に閉じ込められたが、マレフィセントの助けにより脱獄した。ソラたちの行く先々に現れ、ハートレスを使って悪事を企むが、結果的にソラ達を助ける行動や発言をしてしまう。
マレフィセント（Maleficent）
1年前にソラたちに倒された、強大な闇の力を操る魔女。しかしその野望を果たすべく、微かな魔力を頼りに一年の時を経て復活を遂げた。ピートを手下のようにこき使いながら、ソラたちへの復讐を目論んでいる。
“闇の探求者”アンセム（Ansem, the Seeker of Darkness）
賢者アンセムの弟子・ゼアノートのハートレス。危険な実験を繰り返し闇を求め続けた結果、自らハートレスになった。その後は自らの師匠の名を奪った上で無の世界へ閉じ込めた。自らを闇の探求者と称する。KHでソラたちに滅ぼされたはずだが、今は黒いコートを着てディズに協力している。
ディズ（DiZ）
自らを「Darkness in Zero」と名乗る人物。XIII機関に強い復讐心を抱いており、ソラを利用してXIII機関を滅ぼそうとしている。
XIII機関

数々の世界で暗躍する、黒いコートを着た集団。ノーバディを支配・統率しており、彼らもまた特別なノーバディである。13人のメンバーで構成されていて、それぞれが専用の武器・司る属性・専属の配下ノーバディを持つ（ただし『COM』で登場し、そこで消滅した5人の配下ノーバディは登場しない）。全体的に戦闘能力が高い。

## 声の出演
オリジナル版キャスト（日本語） / 『ファイナル ミックス』版キャスト（英語）の順。ただし『FM』でもシアターモードでは日本語音声を聴ける。
- ソラ - 入野自由 / ハーレイ・ジョエル・オスメント
- ロクサス - 内山昂輝 / ジェシー・マッカートニー
- ドナルドダック - 山寺宏一 / トニー・アンセルモ
- グーフィー - 島香裕 / ビル・ファーマー
- 王様 - 青柳隆志 / ウェイン・オルウィン
- リク - 宮野真守 / デビッド・ギャラガー
- カイリ - 内田莉紗 / ヘイデン・パネッティーア
- ナミネ - 中原郁 / ブリタニー・スノウ
- ピート - 大平透 / ジム・カミングス
- マレフィセント - 沢田敏子 / スーザン・ブレイクスリー
- アンセム - 大塚明夫 / リチャード・エプカー
- ディズ - 若山弦蔵 / クリストファー・リー
- ゼムナス - 若本規夫 / ポール・セント・ピーター
- アクセル - 藤原啓治 / クイントン・フリン
- サイクス - 佐藤銀平 / カーク・ソーントン
- シグバール - 大塚芳忠 / ジェームズ・パトリック・スチュアート
- ザルディン - 秋元羊介 / デビッド・ダイアン・フィッシャー
- デミックス - 鈴村健一 / ライアン・オドノヒュー
- ルクソード - 中田譲治 / ロビン・アットキン・ダウンズ
- ハイネ - 佐々木和徳 / ジャスティン・カウデン
- ピンツ - 田谷隼 / ショーン・マーケット
- オレット - 平澤優花 / ジェシカ・ディ・シッコ
- トーナメントアナウンサー - 諏訪部順一 / アダム・ポール
- マールーシャ - 池田秀一[注 1]
- ラクシーヌ - 宮村優子[注 1]
- ヴィクセン - 野沢那智[注 1]
- レクセウス - 立木文彦[注 1]
- ゼクシオン - 石田彰[注 1]

- セッツァー - 置鮎龍太郎 / クリスピン・フリーマン
- クラウド - 櫻井孝宏 / スティーブ・バートン
- エアリス - 坂本真綾 / ミーナ・スヴァーリ
- ティファ - 伊藤歩 / レイチェル・リー・クック
- ユフィ - かかずゆみ / メイ・ホイットマン
- シド - 山路和弘 / クリス・エジャリー
- セフィロス - 森川智之 / ジョージ・ニューバーン
- レオン（スコール） - 石川英郎 / ダグ・アーホルツ
- セルフィ - 青木麻由子 / モリー・ケック
- サイファー - 子安武人 / ウィル・フリードル
- ライ（雷神） - 中井和哉 / ブランドン・アダムス
- フウ（風神） - 夏樹リオ / ジリアン・ボーエン
- ビビ - 大谷育江 / メリッサ・ディズニー
- アーロン - 石川英郎 / マット・マッケンジー
- ユウナ - 青木麻由子 / ヘディ・ビューレイ
- リュック - 松本まりか / タラ・ストロング
- パイン - 豊口めぐみ / グウェンドリン・イェオ

- ミニー王妃 - 水谷優子 / ルシー・テイラー
- デイジー - 土井美加 / トレス・マクニール
- プルート - ビル・ファーマー[注 2]
- チップ - 滝沢ロコ / トレス・マクニール
- デール - 稲葉実 / コーリー・バートン
- ジミニー・クリケット - 肝付兼太 / エディ・キャロル
- イェン・シッド - 稲垣隆史 / コーリー・バートン
- フローラ - 麻生美代子 / スーザン・ブレイクスリー
- フォーナ - 京田尚子 / ルシー・テイラー
- メリーウェザー - 野沢雅子 / トレス・マクニール
- マーリン - 内田稔 / ジェフ・ベネット
- プー - 亀山助清 / ジム・カミングス
- ピグレット - 小形満 、小宮山清（回想） / トラヴィス・オーツ
- ティガー - 玄田哲章 / ジム・カミングス
- ラビット - 龍田直樹 / ケン・サンソン
- イーヨー - 石田太郎 / グレッグ・バーガー
- オウル - 上田敏也 / アンドレ・ストージカ
- ゴーファー - 辻村真人 / マイケル・ガフ
- カンガ - 片岡富枝 / トレス・マクニール
- ルー - 杉本征也 / ジミー・ベネット
- トロン - 土田大 / ブルース・ボックスライトナー
- サーク司令官 - 金尾哲夫 / コーリー・バートン
- MCP - 沢木郁也 / コーリー・バートン
- アリエル - すずきまゆみ / ジョディ・ベンソン
- エリック - 井上和彦 / クリストファー・ダニエル・バーンズ
- トリトン - 石田太郎 / ケネス・マース
- セバスチャン - 山寺宏一 / ケビン・マイケル・リチャードソン
- フランダー - 海鋒拓也 / パーカー・ゴリス
- アースラ - くじら / パット・キャロル
- ビースト - 山寺宏一 / ロビー・ベンソン
- ベル - 伊東恵里 / ペイジ・オハラ
- ルミエール - 江原正士 / ジェフ・ベネット
- コグスワース - 熊倉一雄 / デヴィッド・オグデン・スティアーズ
- ポット夫人 - 福田公子 / アンジェラ・ランズベリー
- ワードローブ - 近藤高子 / ジョー・アン・ウォーリー
- ジャック - 市村正親 / クリス・サランドン
- サリー - 土居裕子 / キャス・スーシー
- フィンケルスタイン - 三ツ矢雄二 / ジェス・ハーネル
- メイヤー（町長） - 大平透 / グレン・シャディックス

- ブギー - 畠中洋 / ケン・ペイジ
- ロック - 園岡新太郎 / ジェス・ハーネル
- ショック - 土居裕子 / キャス・スーシー
- バレル - 松澤重雄 / ジェフ・ベネット
- サンタクロース - 永江智明 / コーリー・バートン
- アラジン - 三木眞一郎 / スコット・ウェインガー
- ジャスミン - 麻生かほ里 / リンダ・ラーキン
- ジーニー - 山寺宏一 / ダン・カステラネタ
- ジャファー - 宝田明 / ジョナサン・フリーマン
- イアーゴ - 大川透 / ギルバート・ゴットフリード
- 商人 - 松尾貴史 / コーリー・バートン
- シンバ - 宮本充 / カム・クラーク
- ナラ - 華村りこ / ヴァネッサ・マーシャル
- ティモン - 三ツ矢雄二 / ブルース・ラノイル
- プンバァ - 畠中洋 / アーニー・サベラ
- ムファサ - 大和田伸也 / ジェームズ・アール・ジョーンズ
- ラフィキ - 槐柳二 / ロバート・ギローム
- スカー - 壤晴彦 / ジェームズ・ホラン
- シェンジ - 片岡富枝 / トレス・マクニール
- バンザイ - 樋浦勉 / チーチ・マリン
- エド - ジム・カミングス[注 2]
- ヘラクレス - 松本保典 / テイト・ドノヴァン
- メガラ（メグ） - 松本梨香 / スーザン・イーガン
- フィル - 永井一郎 / ロバート・コスタンゾ
- ハデス - 嶋田久作 / ジェームズ・ウッズ
- ムーラン - すずきまゆみ / ミン・ナ
- ムーシュー - 山寺宏一 / マーク・モーズリー
- シャン - 園岡新太郎 / B・D・ウォン
- 皇帝 - 小林修 / パット・モリタ
- ヤオ - 小田豊/ ハーヴェイ・ファイアスタイン
- リン - 中尾隆聖 / ゲディ・ワタナベ
- チェン・ポー - 塩屋浩三 / ジェリー・トンド
- シャン・ユー - 藤岡弘、 / コーリー・バートン
- ジャック・スパロウ - 平田広明 / ジェームズ・アーノルド・テイラー
- ウィル・ターナー - 平川大輔 / クリスピン・フリーマン
- エリザベス・スワン - 弓場沙織 / エリザ・シュナイダー
- バルボッサ - 壤晴彦 / ブライアン・ジョージ
- ピーター・パン - 林勇 / クリストファー・スティール
- スティッチ - 山寺宏一 / クリス・サンダース
- チキン・リトル - 山本圭子 / ザック・ブラフ

- その他 - 浜野和子、船木真人、細野雅世、渡辺英雄、吉野貴宏、宇乃音亜季、小泉一郎太、大須賀純、小川一樹、園部好德、松浦チエ、山内勉、髙階俊嗣、前田比呂美、日野しおん

## 登場ワールド
本作では一部を除くほとんどのワールドを時を跨いでから二度（ワールドによってはさらに多く）訪れることになる。そのため、ストーリーのボリュームはシリーズでも最大級となっている。
トワイライトタウン (Twilight Town)
光と闇の狭間にたたずむ黄昏の街。近頃はロクサスの周りで奇妙な事件が多々起こっている。住人の写真や、写真という言葉そのものが奪われるという事件が発生し、犯人として疑われたロクサスたちは事件の真相を追う。そこでロクサスは普通の武器が効かない奇妙な敵と遭遇するが、その時彼の手にキーブレードが出現する。
本物のトワイライトタウンと、プログラム上に構成された「もう一つのトワイライトタウン」の二つが存在し、物語冒頭でロクサスを操作する時は後者、主人公がソラに切り替わって以降は前者を探索することになる。
デスティニーアイランド（Destiny Islands）
ソラやリクの生まれ育った、南国の小さな島。前作では崩壊して闇に飲まれてしまったが、ソラたちがアンセムを倒したことで元に戻り、カイリがリクとミッキーを探しに行ったソラたちを待ち続けている。しかし、忘却の城における一件のせいで、おぼろげながらも覚えているカイリを除いて誰もソラのことを覚えていない。
今作では一部イベントシーンやエンディングに登場するのみでゲーム中に訪れることはないが、前作では描写がほとんど無かった本島がわずかに登場し、建物が立ち並ぶ市街地や、島の子供たちの通う学校が存在することも描写されている。
ホロウバスティオン (Hollow Bastion)
ソラたちが降り立ったのは、1年前の冒険で魔女マレフィセントの根城となっていたホロウバスティオンだった。世界の変わり具合に驚いているところでレオンたちと再会したソラたちは、「ホロウバスティオン再建委員会特別会員」に任命される。協力を約束するソラだったが、そこへXIII機関のメンバー6人が現れた。
前作ではマレフィセントが本拠地にしていた「虚ろなる城」のみだったが、今作では市街地や城の周辺も探索できる。
ザ・ランド・オブ・ドラゴン（The Land of Dragons、作品：ムーラン）
古代の中国大陸。ソラたちは竹やぶで、1年前の冒険で力を貸してくれたムーシューと再会する。ムーシューが守り神を務めるファ家の娘ムーランが、家の名誉のため男装してピンと名乗り、フン族討伐隊に入隊するので、力を貸してほしいというのだ。ソラたちも一緒に討伐隊に参加し、国の平和をおびやかすシャン・ユーと戦うことに。
ビーストキャッスル（Beast's Castle、作品：美女と野獣）
森の奥にそびえる古城。1年ぶりにビーストと出会うがその態度はそっけなく、バラを大事そうに抱えて自分の部屋にこもってしまう。ベルが言うには最近彼は様子がおかしく、召使いたちを城の地下に閉じ込めてしまったらしい。ソラたちは詳しい事情を聞くため、地下の幽閉された召使いたちに会いに行く。
オリンポスコロシアム（Olympus Coliseum、作品：ヘラクレス）
オリンポスから少し外れた冥界に降り立ったソラたちは、ヘラクレスのガールフレンドのメガラ（メグ）と出会う。ハデスの送る刺客との戦いに疲れ気味なヘラクレスを見かねて、ハデスに交渉しに行くのだというメガラ。彼女一人では危険だからとソラたちがそれを請け負うが、その頃ハデスは冥界の牢獄から罪人アーロンを呼び出し、ヘラクレスに差し向けようとしていた。
前作ではコロシアムのみでダンジョンも存在しなかったが、今作は冥界が主な探索場所となる。
ディズニーキャッスル (Disney Castle)
ミニー王妃の願いに導かれるようにやってきたソラたち。平和の象徴であるはずの城になぜかハートレスが溢れていて、ドナルドとグーフィーも帰還を喜ぶどころではない。城を闇の力から守る「光の礎」が、マレフィセントの闇の力でイバラに囲まれてしまったのだ。ソラたちが事情をマーリンに話すと、マーリンは1つの扉を出現させる。
前作ではグミシップのマップには表示されるが、降りることはできなかった。今作では実際に内部の探索が可能。
タイムレス・リバー（Timeless River、作品：蒸気船ウィリー）
その扉の先は、どこか懐かしいモノクロの世界だった。ソラたちがくぐった扉と同じものがもう1つ存在し、それを閉じればディズニーキャッスルの異変は解決するという。ソラたちはそこで過去のピートと出会い、彼がその異変の原因だと考えて懲らしめるが、人違いだと気付く。ソラたちはピートに謝り、そのお詫びとして盗まれてしまったというピートの蒸気船ウィリー号を探す。捜索の最中ソラ達は、この世界が城が建築されるよりも前、過去の時代のディズニーキャッスル周辺であることを知る。
最初期のディズニー作品がモデルなだけあって、ソラ達のデザインがモノクロ作品風になる・セリフにノイズが掛かっているなどの1920〜30年代のアニメーションを意識した様な演出がなされている。
100エーカーの森（100 Acre Wood、作品：くまのプーさん）
マーリンが取り出したプーの絵本。ソラは内緒で絵本の中に入り、プーと再会を喜び合うが、何かが起こりソラは絵本の外へ飛び出してしまう。ソラがもう一度絵本の中に入ると、プーはソラや森の友達のことをすっかり忘れていた。ハートレスに絵本のページを千切られてしまったのだ。千切れたページを集めればプーは思い出すかもしれない。
アトランティカ（Atlantica、作品：リトル・マーメイド）
1年ぶりにやってきた海底王国は、ハートレスやXIII機関の手の及んでいない平和な世界だった。しかしアリエルはソラたちと再会しても今ひとつ元気がない。アリエルが地上の人間に出会い、恋をしてしまってからずっとこの調子らしい。執事のセバスチャンはアリエルの気をそらすため、宮殿で開催されるミュージカルにソラたちを誘う。
前作と異なり、今作では戦闘は無くリズムゲームをクリアする形で進行する特殊なワールドとなっている。
ポートロイヤル（Port Royal、作品：パイレーツ・オブ・カリビアン/呪われた海賊たち）
カリブ海の港町。ウィルという青年に出会ったソラたちは、バルボッサ率いる海賊が町を襲撃しているところに出くわす。ソラたちが足止めされている間に、海賊の船ブラックパール号は提督の娘エリザベスを拉致させ出航してしまう。エリザベスに思いを寄せるウィルは、一匹狼の海賊ジャック・スパロウと手を組み、海軍の船インターセプター号でブラックパール号を追跡する。
アグラバー（Agrabah、作品：アラジン）
ソラたちは、かつてジャファーの手下だったオウムのイアーゴに出会う。改心したのでアラジンたちとの仲をとりもってほしいという。早速ソラたちは、アラジンと相棒の猿アブーが商人から怒られているのを見つける。アブーが盗んだランプを商人に返すアラジンだったが、そのランプは1年前の戦いでジャファーを封じ込めたものだった。
アグラバーの市街地と魔法の洞窟という行動範囲は変わっていないが、どちらも構造が大きく変化している。
ハロウィンタウン（Halloween Town、作品：ナイトメアー・ビフォア・クリスマス）
いつもハロウィン一色の街のはずが、明るい飾りつけになっているのに戸惑うソラたち。そこへハロウィン風のソリに乗ったジャックが颯爽と現れる。ジャックは偶然見つけたクリスマスに夢中になり、自分の手でハロウィン風クリスマスを作ろうとしていたのだった。クリスマスタウンのサンタクロースに会いに行くというジャックに、サンタに憧れるソラも同行する。
前作よりもハロウィンタウン内の行動範囲は狭まったが、今回はクリスマスタウンに行ける。
プライド・ランド（Pride Lands、作品：ライオン・キング）
広大なサバンナの大地。降り立ってすぐハイエナの群れに囲まれてしまうソラたち。なんとか切り抜けたところでメスライオンのナラと出会い、スカーというライオンが王になってから国が荒れ果ててしまったと聞く。自分たちがなんとかできないかと考えるソラたちだったが、国を救えるのは王の資格を持つ者だけらしい。それは1年前の冒険で力を貸してくれたシンバだという。
スペース・パラノイド（Space Paranoids、作品：トロン）
ホロウバスティオンでアンセムが使っていたコンピュータの中の世界。コンピュータに乱暴な操作をしたソラたちは、メインシステムであるMCPによってコンピュータの中へ閉じ込められてしまう。牢獄の中にはセキュリティプログラムのトロンがいた。MCPに対抗するための力をDTDというデータエリアから得ようとしているトロン。リクたちの情報を得ようと思っていたソラたちは、トロンと共にDTDを目指す。
存在しなかった世界 (The World That Never Was)
XIII機関の本拠地。ノーバディたちの世界で、光と闇の狭間の世界。存在すら確かではなく、位置づけは非常に闇に近く、闇のにおいがそこら中に漂っている。ソラたちは、さらわれたカイリ、闇に染まったリク、そして光の世界の平和を取り戻すために、ダークシティの中央にある「存在しなかった城」に向かい、まだ残っているXIII機関のメンバーに戦いを挑んでゆく。大いなる心「キングダムハーツ」の月明かりの下で。

## PVの変更点
発売前に公開されたPVと本編の映像では、若干異なるものや削除されたものがある。
- ロクサスが時計台を歩くシーン。PVでは顔が隠れるカメラワークだったが本編だと顔全体が映るような映像になっている。また、雑誌等は「ソラ似の謎の少年」と呼び発売直前まで名前がわからないようにしていた。しかし、関連商品を発売するにあたってロクサスの名前が表示されてしまい、事実上のネタバレとなってしまった。
- 街の中でロクサスがダスクを追うシーン。最後はダスクが建物の中へ消えるものだったが製品版ではカットされたようである。
- アクセル戦（トワイライトタウン2回目）。ロクサスとアクセルの会話自体が変更されており、映像も本編には無いアクセルの不敵な笑いなどがあった。
- ドナルドとグーフィーのやりとり。寝ぼけたグーフィーをドナルドが氷系魔法で起こそうとするが、外れて反射してしまい逆にドナルドが氷漬けにされるというディズニーらしいギャグがあったが、カットされている。
- トワイライトタウン・屋敷でのディズとアンセムの会話がカットされている。
- ホロウバスティオンの城にXIII機関が集結、機関メンバーの一人に向けてキーブレードを振りかざすソラなどがカットされている。ディレクターの野村の話では、ソラがキーブレードを振りかざしたその人物はディズと話していた人物（=アンセム）と同一ということだったが、変更されている。
- トワイライトタウンで王様に助けられる時のソラの衣装。発売前のPVでは『II』のものになっていたが、製品版では初代 (I) の服の状態だった。
- 闇の世界の浜辺にてソラがキーブレードを振りかざすシーンがカットされている。
- ホロウバスティオンでの群集バトル。PVではいたベヒーモスやワイバーンが製品版ではいなくなっている。また、PVではドナルドとグーフィーも一緒に戦おうとしていたが、本編ではソラ一人である。
- 存在しなかった世界、記憶の摩天楼でのシーン。ソラたちがサムライに囲まれ、サムライが一斉に刀を構え、ソラと機関メンバー（ロクサス）がキーブレードを交えるというものがあったが、本編では変更されている。
- ロクサスの「俺には、よくわからないんだ。この世界が、本当に、本物なのか……」という台詞。1のOPでのソラの台詞とリンクしている意味深な台詞だが、製品版でしか聞けない。

以上から、初期のPVから完成に至るまではかなり内容が変更されたことがわかる。また、『KH2FM+』のPVにおいても、追加ムービー内で英語で話しているシーンがあるが、製品版に英語は入っておらず、日本語でしか聞けないという点がある。

## 主なスタッフ
- ディレクター、コンセプトデザイン、ベースストーリー、2Dキャラクターメインアート：野村哲也
- シナリオ：野島一成
- 音楽：下村陽子、和田薫
- メインプログラマー：原田弘、安井健太郎
- バトルプランニングディレクター：兼森雄一
- マッププランニングディレクター：遠藤剛
- イベントプランニングディレクター、ベースストーリー：岡勝
- 3Dキャラクターモデリングディレクター：栢野智博
- アニメーションディレクター：神藤辰也
- 3Dマップモデリングディレクター：田中正英
- アートディレクター：大館隆幸
- テクスチャーアートディレクター：長谷川朋広
- インターフェースアートディレクター：荒川健
- VFXアートディレクター：佐藤修一
- シンセサイザーオペレーター：石元丈晴
- サウンドプログラマー：大堀仁司
- スーパーバイジングダイアログエディター：須賀麻子
- サウンドエディター：稲倉遼
- ムービーディレクター：野末武志
- プロデューサー：橋本真司
- Co.プロデューサー：北瀬佳範
- エグゼクティブプロデューサー：和田洋一
- 主題歌：宇多田ヒカル『Passion』（東芝EMI）

## 関連作品
- 『キングダム ハーツ シリーズ アルティマニアα 〜イントロダクション オブ キングダム ハーツII〜』 2005年12月9日、ISBN 4-7575-1597-9
- 『キングダム ハーツII ポストカードブック』2005年12月28日、ISBN 4-7575-1599-5
- 『キングダム ハーツII アルティマニア』 2006年2月23日、ISBN 4-7575-1621-5
- 『キングダム ハーツII ファイナル ミックス+ アルティマニア』 2007年5月2日、ISBN 4-7575-2013-1
- 小説『キングダム ハーツII』（著：金巻ともこ、画：天野シロ、原案：野村哲也・野島一成）
  - Vol.1 Roxas -Seven days- 2006年4月22日、ISBN 4-7575-1679-7
  - Vol.2 The Destruction of Hollow Bastion 2006年7月14日、ISBN 4-7575-1715-7
  - Vol.3 Tears of Nobody 2006年9月29日、ISBN 4-7575-1792-0
  - Vol.4 Anthem―Meet Again/Axel Last Stand 2007年2月22日、ISBN 4-7575-1964-8
  - Short Stories Vol.1 OTHER DIAMONDS 2007年11月20日、ISBN 4-7575-2152-9
  - Short Stories Vol.2 Axel Seven Days 2008年5月30日、ISBN 4-7575-2255-X
- 漫画『キングダム ハーツII』（天野シロ、月刊少年ガンガン連載）（2006年6月号 - 2009年8月号、2012年11月号 - 2015年6月号）
  - 1巻 2006年12月22日、ISBN 4-7575-1832-3
  - 2巻 2007年8月22日、ISBN 4-7575-2084-0
  - 3巻 2008年4月22日、ISBN 4-7575-2262-2
  - 4巻 2008年11月22日、ISBN 4-7575-2426-9
  - 5巻 2009年8月22日、ISBN 978-4-7575-2607-5
  - 6巻 2013年5月22日、ISBN 978-4-7575-3938-9
  - 7巻 2013年11月22日、ISBN 978-4-7575-4086-6
  - 8巻 2014年7月22日、ISBN 978-4-7575-4305-8
  - 9巻 2015年2月21日、ISBN 978-4-7575-4533-5
  - 10巻 2015年8月22日、ISBN 978-4-7575-4665-3

※『キングダム ハーツ 358/2 Days』連載により一時休載になり、『Days』完結後に連載が再開した。